# Fabian Schmitt
Fabian Bernhard Schmitt (ur. 15 czerwca 1992) – niemiecki zapaśnik walczący w stylu klasycznym. Zajął dziewiąte miejsce na mistrzostwach świata w 2022. Brązowy medalista mistrzostw Europy w 2019.
Pierwszy na mistrzostwach Niemiec w 2018 i 2019; drugi w 2012, 2013, 2017 i 2022 roku.